# Cassidian Talarion
Talarion ist ein unbemanntes Luftfahrzeug des Herstellers Cassidian, der zur deutschen Rüstungssparte von EADS (heute: Airbus Defence and Space) gehörte. Die Drohne stellte dabei die fliegende Plattform eines militärischen Aufklärungssystems für mittlere Höhen (MALE) dar. Der Name Talarion bezieht sich auf die Flügelchen an den Sandalen des Götterboten Hermes.

## Aufgabenstellung und Entwicklung
EADS entwarf, mit technologischem Input der TAI (Tusaş Aerospace Industries), das unbemannte Luftfahrzeug auf Anfrage der Länder Deutschland, Frankreich, Türkei und Spanien, welche ein Aufklärungssystem suchten. Gemäß der Ausschreibung kamen sämtliche auf dem Markt verfügbaren Drohnen nicht infrage. So sah die Ausschreibung vor, dass das System zweimotorig sein sollte, um im Falle eines Ausfalls eines Antriebs weiter seine Aufgabe ausüben oder zum Stützpunkt zurückkehren zu können. Auch sollten verschiedene Überwachungssysteme gleichzeitig und gemeinsam arbeiten, um kombinierte Daten aus z. B. optischen und Infrarot-Kameras zu gewinnen. Nach einer 15-monatigen Risikominimierungsstudie, von den vier Auftraggeberländern finanziert, stellte EADS auf der Pariser Luftfahrtshow 2009 ein erstes Modell der Talarion vor. Ein Prototyp wurde von den vier Ländern jedoch nicht finanziert. Eine Alleinfinanzierung über den deutschen Bundeshaushalt scheiterte bisher auch. Am 20. Januar 2012 gaben Cassidian und Rheinmetall bekannt, deren Drohnengeschäft in ein Joint Venture einzubringen. Cassidian verfolgte die Entwicklung von Talarion nicht mehr aktiv weiter. Technologien für zukünftige Drohnen sollen jedoch weiterentwickelt werden.

## Technische Ausrüstung
Die Drohne ähnelt in ihrem Aussehen durch das vordere Radom der US-amerikanischen Drohne „Reaper“ und dem britischen Prototyp BAE Mantis. Allerdings hat Talarion einen deutlich breiteren und tieferen Rumpf als diese und an der Basis des Seitenruders zwei Strahltriebwerke. Die Tragflächen sind ungepfeilt und besitzen eine hohe Streckung. Talarion ist mit einem AESA-Radar unter dem Rumpf und dahinter mit einem leistungsstarken elektro-optischen und IR-Sensor ausgerüstet. Eine modulare Bauweise macht unterschiedliche Konfigurationen möglich.

## Technische Daten
Angestrebte technische Daten:
| Kenngröße             | Daten                                               |
| --------------------- | --------------------------------------------------- |
| Länge                 | 12 m                                                |
| Spannweite            | 28 m                                                |
| Höhe                  | 4,50 m                                              |
| max. Zuladung         | 800 kg                                              |
| max. Startmasse       | 7.000 kg                                            |
| Triebwerke            | zwei Strahltriebwerke oberhalb des hinteren Rumpfes |
| Höchstgeschwindigkeit | 555 km/h                                            |
| max. Flughöhe         | 15.240 m                                            |
| max. Flugzeit         | 20 h                                                |